# Сальмон, Жозеф
Жозеф Сальмон (фр. Joseph Salmon; 5 апреля 1864 года, Гаага — 31 октября 1943) — французский виолончелист нидерландского происхождения.

## Биография
В 1880—1883 гг. учился в Парижской консерватории у Огюста Франшомма. В 1883—1885 гг. солист Оркестра Падлу, затем до 1896 г. Оркестра Ламурё. В 1894—1904 гг. играл в составе струнного квартета Мориса Айо, концертировал также в составе фортепианного трио со своей женой Мадлен, пианисткой, и её братом Жаном тен Хаве. Широко гастролировал как солист по Европе, в том числе и в России.
Сотрудничал с композитором Леоном Боэльманом (в частности, в 1897 г. впервые исполнил его Сонату для виолончели и фортепиано, вместе с автором). Затем был близок с Джордже Энеску: в 1899 г. стал первым исполнителем его Сонаты № 1 для виолончели и фортепиано op. 26 № 1 (партия фортепиано — автор), 14 марта 1909 г. первым исполнил его же Концертную симфонию для виолончели с оркестром, посвящённую самому Сальмону (с оркестром Ламурё под управлением автора). В том же 1909 г. участвовал в первом исполнении Квартета для четырёх виолончелей Эммануэля Моора (вместе с Пабло Казальсом, Андре Эккингом и Дираном Алексаняном). 24 марта 1917 г. впервые во Франции исполнил Сонату для виолончели и фортепиано Клода Дебюсси в рамках персонального концерта Дебюсси (партия фортепиано — автор).
Сальмону принадлежит более 80 редакций и переложений музыки XVII—XVIII веков, в том числе вошедшие во многие хрестоматии переложения для виолончели и клавира Аллегро Жана-Батиста Сенайе и Тамбурина Жана-Мари Леклера.